# Jonathon Simmons
Jonathon Calvin Simmons (nascido em 14 de setembro de 1989) é um jogador norte-americano de basquete profissional que atualmente joga pelo Liaoning Flying Leopards, disputando a Chinese Basketball Association (CBA). Em abril de 2012, anunciou o interesse em se inscrever no draft da NBA ao abrir mão do último ano na faculdade.